# اسخرارد
شرارد (به هلندی: Schraard) یک منطقهٔ مسکونی در هلند است که در سودوست-فریسلان واقع شده‌است. شرارد ۱۶۵ نفر جمعیت دارد.